# Акмазики (Уржумский район)
Акмазики — деревня в Уржумском районе Кировской области в составе Шурминского сельского поселения.

## География
Находится на расстоянии примерно 25 километров на юго-восток от районного центра города Уржум.

## История
Известна с 1873 года, когда в ней (на тот момент починок Акмазикова)  было учтено дворов 165 и жителей 1082, в 1905 29 и 157, в 1926 39 и 169, в 1950 45 и 156 соответственно, в 1989 22 жителя . 

## Население
Постоянное население  составляло 17 человек (мари 82%) в 2002 году, 11 в 2010.